# Tocantin
Tocantin (Tocantini, Tokantín, Tocantim), jedno od plemena iz Brazila koji su živjeli uz istoimenu rijeku Tocantins u državi Pará. Jezično su pripadali porodiici tupian, a najbliži jezik bi mu mogao biti omagua.